# بوزان، عراق
بوزان (به عربی: بوزان) یک روستا در عراق است که در استان نینوا واقع شده‌است.